# Arleigh Burkeklasse
De Arleigh Burkeklasse is een klasse van torpedobootjagers van de Amerikaanse marine. De schepen zijn gebouwd rondom het Aegis sensor- en commandosysteem en de SPY-1 multi-functionele phased array radar. Het eerste schip werd op 4 juli 1991 indienstgesteld. Sinds de uitdienststelling van de laatste torpedobootjager van de Spruanceklasse, Cushing, op 21 september 2005, is de Arleigh Burkeklasse de enige klasse geleidewapenjagers van de United States Navy.
De klasse is genoemd naar Admiraal Arleigh "31-Knot" Burke, een officier die zich tijdens de Tweede Wereldoorlog heeft onderscheiden als commandant van een groep torpedobootjagers. Admiraal Burke leefde nog toen het eerste schip van de klasse in dienst werd gesteld. Tijdens de indienststellingsceremonie sprak hij tot de bemanning: "This ship is built to fight, you had better know how." ("Dit schip is gebouwd voor de strijd, zorg dat je weet hoe je moet strijden.")
De Japanse Maritieme Zelfverdedigingstroepen heeft vier gemodificeerde Flight I schepen in dienst, de Kongoklasse. Rond 2010 zullen er nog drie in dienst worden gesteld, maar dan volgens het Flight IIA ontwerp.

## Eigenschappen
De schepen van de Arleigh Burkeklasse zijn de grootste en best bewapende geleidewapenjagers die voor de US Navy zijn gebouwd. Deze jagers zijn groter en zwaarder bewapend dan menige kruiser uit bijvoorbeeld de Tweede Wereldoorlog. De grotere schepen van de Ticonderogaklasse werden gebouwd volgens hetzelfde ontwerp als de Spruance-klasse, maar aangeduid als kruisers. In tegenstelling tot hetgeen tot nog toe gebruikelijk was, is de Arleigh Burkeklasse geheel van staal gebouwd. Voorheen werden de meeste Amerikaanse marineschepen gebouwd met een stalen romp en was de bovenbouw van aluminium. De aanleiding tot dit besluit was de brand aan boord van USS Belknap in 1975 waarbij de bovenbouw bijna wegsmolt, en een analyse van de averij van de Britse schepen tijdens de Falklandoorlog.
De schepen van de Arleigh Burkeklasse zijn de eerste Amerikaanse oorlogsschepen die zijn ontworpen met een luchtfiltersysteem tegen nucleaire, biologische en chemische aanvallen.

## Ontwikkeling
In 1980 gaf de Amerikaanse marine aan zeven scheepswerven de opdracht een ontwerp te maken voor een nieuwe klasse geleidewapenjagers. In 1983 waren er nog drie scheepswerven overgebleven die kans maakten op de bouwopdracht: Bath Iron Works, Todd Shipyards en Ingalls Shipbuilding. Op 3 april 1985 werd met Bath Iron Works een contract getekend van US$ 321,9 miljoen voor de bouw van het eerste schip , Arleigh Burke. De totale kosten van het eerste schip kwamen uit op US$ 1,1 miljard, waarbij de overige US$ 778 miljoen voor de bewapening waren.
De schepen van de tweede serie, "Flight IIA", zijn van een aangepast ontwerp, wat sommigen ertoe bracht deze eenheden aan te duiden als de "Oscar Austinklasse" , naar het eerste Flight IIA schip, Oscar Austin. De aanpassingen van het ontwerp bevatten onder meer de toevoeging van een dubbele hangar voor onderzeebootbestrijdingshelikopters en een nieuw, langer 5 inch kanon (vanaf de Winston S. Churchill). Vanaf de Mustin zijn de schepen voorzien van een gemodificeerde schoorsteen die is geïntegreerd in de bovenbouw, zodat het schip moeilijker is te detecteren door radar. Ook heeft de "Flight IIA" geen TACTAS sleepsonar meer. De eenheden vanaf The Sullivans (DDG-68) tot en met Bulkeley (DDG-84) zijn voorzien van het AN/SLQ-32 (V3) systeem voor elektronische oorlogvoering. De overige eenheden zijn uitgerust met het AN/SLQ-32 (V5) systeem. Het V3-systeem is in staat tot actieve elektronische oorlogvoering, terwijl het V5-systeem alleen geschikt is voor passieve elektronische oorlogvoering.

## Operationele geschiedenis
Een Arleigh Burkeklasse schip heeft door vijandelijke acties averij opgelopen: Cole liep ernstige averij op door een aanslag van twee zelfmoordenaars in oktober 2000 in Aden, Jemen. Het schip werd gerepareerd en kwam in 2001 weer in dienst.